# Pembroke (North Carolina)
Pembroke is een plaats (town) in de Amerikaanse staat North Carolina, en valt bestuurlijk gezien onder Robeson County.

## Demografie
Bij de volkstelling in 2000 werd het aantal inwoners vastgesteld op 2399.
In 2006 is het aantal inwoners door het United States Census Bureau geschat op 2669, een stijging van 270 (11,3%).

## Geografie
Volgens het United States Census Bureau beslaat de plaats een oppervlakte van
6,1 km², geheel bestaande uit land. Pembroke ligt op ongeveer 49 m boven zeeniveau.

## Plaatsen in de nabije omgeving
De onderstaande figuur toont nabijgelegen plaatsen in een straal van 16 km rond Pembroke.